# Région Pays de la Loire Tour 2025
La troisième édition du Région Pays de la Loire Tour a lieu du 2 au 11 avril 2025 dans la région Pays de la Loire, en France et fait partie du calendrier UCI Europe Tour 2025 en catégorie 2.1. 

## Présentation

### Parcours
Cette troisième édition du Tour de la région Pays de la Loire traverse les 5 départements de la région au cours des 4 étapes et des 719,3 km de course. Il s'élance de Machecoul-Saint-Même en Loire-Atlantique et se conclut au Mans, dans la Sarthe, en traversant successivement la Loire-Atlantique (1re étape), la Vendée (2e étape), le Maine-et-Loire (étapes 2 et 3), la Mayenne (3e étape) et la Sarthe (4e étape).

### Équipes
20 équipes de 6 coureurs sont inscrites pour cette édition : 6 UCI WorldTeams, 8 UCI ProTeams et 6 équipes continentales.
| WorldTeams (6)- EF Education-EasyPost - Groupama-FDJ - Cofidis - Decathlon AG2R La Mondiale Team - Alpecin-Deceuninck - Arkéa-B&B Hotels ProTeams (8)- Team TotalEnergies - Uno-X Mobility - Team Novo Nordisk - Team Polti VisitMalta - Wagner Bazin WB - Team Flanders-Baloise - Euskaltel-Euskadi - Unibet Tietema Rockets Équipes continentales (6)- CIC U Nantes - Nice Métropole Côte d'Azur - Saint Michel-Preference Home-Auber 93 - Van Rysel-Roubaix - Development Team Picnic PostNL - Illes Balears Arabay |
| |

### Diffusion
Pour la troisième année consécutive, les étapes sont diffusées en direct sur la chaîne L'Équipe.

## Étapes
| Étape     | Date    | Villes étapes                               | type            | Distance (km) | Vainqueur d'étape | Leader du classement général |
| --------- | ------- | ------------------------------------------- | --------------- | ------------- | ----------------- | ---------------------------- |
| 1re étape | 8 avr.  | Machecoul-Saint-Même – La Baule-Escoublac   | étape de plaine | 208,4         | Sam Bennett       | Sam Bennett                  |
| 2e étape  | 9 avr.  | Cugand-la-Bernardière – Beaupréau-en-Mauges | étape de plaine | 158,5         | Victor Guernalec  | Sam Bennett                  |
| 3e étape  | 10 avr. | Tiercé – Hambers                            | étape vallonnée | 165,9         | Sam Bennett       | Sam Bennett                  |
| 4e étape  | 11 avr. | Sillé-le-Guillaume – Le Mans                | étape de plaine | 186,5         | Kévin Vauquelin   | Kévin Vauquelin              |

## Déroulement de la course

### 1reétape
| \| Classement de l'étape \| Classement de l'étape \| Classement de l'étape \| Classement de l'étape \| Classement de l'étape \| \| Coureur \| Coureur \| Pays \| Équipe \| Temps \| \| --------------------- \| --------------------- \| --------------------- \| ----------------------------------- \| --------------------- \| \| 1er \| Sam Bennett \| Irlande \| Decathlon-AG2R La Mondiale \| 4 h 35 min 01 s \| \| 2e \| Giovanni Lonardi \| Italie \| Team Polti VisitMalta \| + 0 s \| \| 3e \| Dillon Corkery \| Irlande \| St. Michel-Preference Home-Auber 93 \| + 0 s \| \| 4e \| Tord Gudmestad \| Norvège \| Decathlon-AG2R La Mondiale \| + 0 s \| \| 5e \| Noah Hobbs \| Royaume-Uni \| EF Education-Aevolo \| + 0 s \| |                  |             |                                     |                 |
| |                  |             |                                     |                 |
| Source : ProCyclingStats |                  |             |                                     |                 |
| Classement de l'étape |                  |             |                                     |                 |
| Coureur | Coureur          | Pays        | Équipe                              | Temps           |
| 1er | Sam Bennett      | Irlande     | Decathlon-AG2R La Mondiale          | 4 h 35 min 01 s |
| 2e | Giovanni Lonardi | Italie      | Team Polti VisitMalta               | + 0 s           |
| 3e | Dillon Corkery   | Irlande     | St. Michel-Preference Home-Auber 93 | + 0 s           |
| 4e | Tord Gudmestad   | Norvège     | Decathlon-AG2R La Mondiale          | + 0 s           |
| 5e | Noah Hobbs       | Royaume-Uni | EF Education-Aevolo                 | + 0 s           |

| \| Classement général \| Classement général \| Classement général \| Classement général \| Classement général \| \| Coureur \| Coureur \| Pays \| Équipe \| Temps \| \| ------------------ \| ------------------ \| ------------------ \| ----------------------------------- \| ------------------ \| \| 1er \| Sam Bennett \| Irlande \| Decathlon-AG2R La Mondiale \| 4 h 34 min 51 s \| \| 2e \| Giovanni Lonardi \| Italie \| Team Polti VisitMalta \| + 4 s \| \| 3e \| Dillon Corkery \| Irlande \| St. Michel-Preference Home-Auber 93 \| + 6 s \| \| 4e \| Henrik Pedersen \| Danemark \| Uno-X Mobility \| + 7 s \| \| 5e \| Bryan Coquard \| France \| Cofidis \| + 8 s \| |                  |          |                                     |                 |
| |                  |          |                                     |                 |
| Source : ProCyclingStats |                  |          |                                     |                 |
| Classement général |                  |          |                                     |                 |
| Coureur | Coureur          | Pays     | Équipe                              | Temps           |
| 1er | Sam Bennett      | Irlande  | Decathlon-AG2R La Mondiale          | 4 h 34 min 51 s |
| 2e | Giovanni Lonardi | Italie   | Team Polti VisitMalta               | + 4 s           |
| 3e | Dillon Corkery   | Irlande  | St. Michel-Preference Home-Auber 93 | + 6 s           |
| 4e | Henrik Pedersen  | Danemark | Uno-X Mobility                      | + 7 s           |
| 5e | Bryan Coquard    | France   | Cofidis                             | + 8 s           |

### 2eétape
| \| Classement de l'étape \| Classement de l'étape \| Classement de l'étape \| Classement de l'étape \| Classement de l'étape \| \| Coureur \| Coureur \| Pays \| Équipe \| Temps \| \| --------------------- \| ---------------------- \| --------------------- \| -------------------------- \| --------------------- \| \| 1er \| Victor Guernalec \| France \| Arkéa-B&B Hotels \| 3 h 47 min 42 s \| \| 2e \| Sakarias Koller Løland \| Norvège \| Uno-X Mobility \| + 0 s \| \| 3e \| Noah Hobbs \| Royaume-Uni \| EF Education-Aevolo \| + 0 s \| \| 4e \| Sam Bennett \| Irlande \| Decathlon-AG2R La Mondiale \| + 0 s \| \| 5e \| Lander Loockx \| Belgique \| Unibet Tietema Rockets \| + 0 s \| |                        |             |                            |                 |
| |                        |             |                            |                 |
| Source : ProCyclingStats |                        |             |                            |                 |
| Classement de l'étape |                        |             |                            |                 |
| Coureur | Coureur                | Pays        | Équipe                     | Temps           |
| 1er | Victor Guernalec       | France      | Arkéa-B&B Hotels           | 3 h 47 min 42 s |
| 2e | Sakarias Koller Løland | Norvège     | Uno-X Mobility             | + 0 s           |
| 3e | Noah Hobbs             | Royaume-Uni | EF Education-Aevolo        | + 0 s           |
| 4e | Sam Bennett            | Irlande     | Decathlon-AG2R La Mondiale | + 0 s           |
| 5e | Lander Loockx          | Belgique    | Unibet Tietema Rockets     | + 0 s           |

| \| Classement général \| Classement général \| Classement général \| Classement général \| Classement général \| \| Coureur \| Coureur \| Pays \| Équipe \| Temps \| \| ------------------ \| ---------------------- \| ------------------ \| ----------------------------------- \| ------------------ \| \| 1er \| Sam Bennett \| Irlande \| Decathlon-AG2R La Mondiale \| 8 h 22 min 33 s \| \| 2e \| Victor Guernalec \| France \| Arkéa-B&B Hotels \| + 0 s \| \| 3e \| Sakarias Koller Løland \| Norvège \| Uno-X Mobility \| + 4 s \| \| 4e \| Giovanni Lonardi \| Italie \| Team Polti VisitMalta \| + 4 s \| \| 5e \| Théo Delacroix \| France \| St. Michel-Preference Home-Auber 93 \| + 5 s \| |                        |         |                                     |                 |
| |                        |         |                                     |                 |
| Source : ProCyclingStats |                        |         |                                     |                 |
| Classement général |                        |         |                                     |                 |
| Coureur | Coureur                | Pays    | Équipe                              | Temps           |
| 1er | Sam Bennett            | Irlande | Decathlon-AG2R La Mondiale          | 8 h 22 min 33 s |
| 2e | Victor Guernalec       | France  | Arkéa-B&B Hotels                    | + 0 s           |
| 3e | Sakarias Koller Løland | Norvège | Uno-X Mobility                      | + 4 s           |
| 4e | Giovanni Lonardi       | Italie  | Team Polti VisitMalta               | + 4 s           |
| 5e | Théo Delacroix         | France  | St. Michel-Preference Home-Auber 93 | + 5 s           |

### 3eétape
| \| Classement de l'étape \| Classement de l'étape \| Classement de l'étape \| Classement de l'étape \| Classement de l'étape \| \| Coureur \| Coureur \| Pays \| Équipe \| Temps \| \| --------------------- \| --------------------- \| --------------------- \| -------------------------- \| --------------------- \| \| 1er \| Sam Bennett \| Irlande \| Decathlon-AG2R La Mondiale \| 3 h 55 min 14 s \| \| 2e \| Henri Uhlig \| Allemagne \| Alpecin-Deceuninck \| + 0 s \| \| 3e \| Ewen Costiou \| France \| Arkéa-B&B Hotels \| + 0 s \| \| 4e \| Kévin Vauquelin \| France \| Arkéa-B&B Hotels \| + 0 s \| \| 5e \| Alexandre Delettre \| France \| Team TotalEnergies \| + 0 s \| |                    |           |                            |                 |
| |                    |           |                            |                 |
| Source : ProCyclingStats |                    |           |                            |                 |
| Classement de l'étape |                    |           |                            |                 |
| Coureur | Coureur            | Pays      | Équipe                     | Temps           |
| 1er | Sam Bennett        | Irlande   | Decathlon-AG2R La Mondiale | 3 h 55 min 14 s |
| 2e | Henri Uhlig        | Allemagne | Alpecin-Deceuninck         | + 0 s           |
| 3e | Ewen Costiou       | France    | Arkéa-B&B Hotels           | + 0 s           |
| 4e | Kévin Vauquelin    | France    | Arkéa-B&B Hotels           | + 0 s           |
| 5e | Alexandre Delettre | France    | Team TotalEnergies         | + 0 s           |

| \| Classement général \| Classement général \| Classement général \| Classement général \| Classement général \| \| Coureur \| Coureur \| Pays \| Équipe \| Temps \| \| ------------------ \| ------------------ \| ------------------ \| -------------------------- \| ------------------ \| \| 1er \| Sam Bennett \| Irlande \| Decathlon-AG2R La Mondiale \| 12 h 17 min 37 s \| \| 2e \| Henri Uhlig \| Allemagne \| Alpecin-Deceuninck \| + 14 s \| \| 3e \| Ewen Costiou \| France \| Arkéa-B&B Hotels \| + 16 s \| \| 4e \| Lander Loockx \| Belgique \| Unibet Tietema Rockets \| + 17 s \| \| 5e \| Kévin Vauquelin \| France \| Arkéa-B&B Hotels \| + 18 s \| |                 |           |                            |                  |
| |                 |           |                            |                  |
| Source : ProCyclingStats |                 |           |                            |                  |
| Classement général |                 |           |                            |                  |
| Coureur | Coureur         | Pays      | Équipe                     | Temps            |
| 1er | Sam Bennett     | Irlande   | Decathlon-AG2R La Mondiale | 12 h 17 min 37 s |
| 2e | Henri Uhlig     | Allemagne | Alpecin-Deceuninck         | + 14 s           |
| 3e | Ewen Costiou    | France    | Arkéa-B&B Hotels           | + 16 s           |
| 4e | Lander Loockx   | Belgique  | Unibet Tietema Rockets     | + 17 s           |
| 5e | Kévin Vauquelin | France    | Arkéa-B&B Hotels           | + 18 s           |

### 4eétape
| \| Classement de l'étape \| Classement de l'étape \| Classement de l'étape \| Classement de l'étape \| Classement de l'étape \| \| Coureur \| Coureur \| Pays \| Équipe \| Temps \| \| --------------------- \| --------------------- \| --------------------- \| --------------------- \| --------------------- \| \| 1er \| Kévin Vauquelin \| France \| Arkéa-B&B Hotels \| 4 h 19 min 00 s \| \| 2e \| James Shaw \| Royaume-Uni \| EF Education-EasyPost \| + 0 s \| \| 3e \| Alexandre Delettre \| France \| Team TotalEnergies \| + 0 s \| \| 4e \| Ewen Costiou \| France \| Arkéa-B&B Hotels \| + 0 s \| \| 5e \| Andreas Leknessund \| Norvège \| Uno-X Mobility \| + 0 s \| |                    |             |                       |                 |
| |                    |             |                       |                 |
| Source : ProCyclingStats |                    |             |                       |                 |
| Classement de l'étape |                    |             |                       |                 |
| Coureur | Coureur            | Pays        | Équipe                | Temps           |
| 1er | Kévin Vauquelin    | France      | Arkéa-B&B Hotels      | 4 h 19 min 00 s |
| 2e | James Shaw         | Royaume-Uni | EF Education-EasyPost | + 0 s           |
| 3e | Alexandre Delettre | France      | Team TotalEnergies    | + 0 s           |
| 4e | Ewen Costiou       | France      | Arkéa-B&B Hotels      | + 0 s           |
| 5e | Andreas Leknessund | Norvège     | Uno-X Mobility        | + 0 s           |

## Classements finals

### Classement général final
| \| Classement général \| Classement général \| Classement général \| Classement général \| Classement général \| \| Coureur \| Coureur \| Pays \| Équipe \| Temps \| \| ------------------ \| ------------------ \| ------------------ \| ------------------ \| ------------------ \| |         |      |        |       |
| |         |      |        |       |
| Source : ProCyclingStats |         |      |        |       |
| Classement général |         |      |        |       |
| Coureur | Coureur | Pays | Équipe | Temps |

### Classements annexes
| Classement par points | Classement par points | Classement par points | Classement par points | Classement par points |
| Coureur               | Coureur               | Pays                  | Équipe                | Points                |
| --------------------- | --------------------- | --------------------- | --------------------- | --------------------- |

| Classement par points | Classement par points | Classement par points | Classement par points | Classement par points |
| Coureur               | Coureur               | Pays                  | Équipe                | Points                |
| --------------------- | --------------------- | --------------------- | --------------------- | --------------------- |

| Classement de la montagne | Classement de la montagne | Classement de la montagne | Classement de la montagne | Classement de la montagne |
| Coureur                   | Coureur                   | Pays                      | Équipe                    | Points                    |
| ------------------------- | ------------------------- | ------------------------- | ------------------------- | ------------------------- |

| Classement de la montagne | Classement de la montagne | Classement de la montagne | Classement de la montagne | Classement de la montagne |
| Coureur                   | Coureur                   | Pays                      | Équipe                    | Points                    |
| ------------------------- | ------------------------- | ------------------------- | ------------------------- | ------------------------- |

| Classement du meilleur jeune | Classement du meilleur jeune | Classement du meilleur jeune | Classement du meilleur jeune | Classement du meilleur jeune |
| Coureur                      | Coureur                      | Pays                         | Équipe                       | Temps                        |
| ---------------------------- | ---------------------------- | ---------------------------- | ---------------------------- | ---------------------------- |

| Classement du meilleur jeune | Classement du meilleur jeune | Classement du meilleur jeune | Classement du meilleur jeune | Classement du meilleur jeune |
| Coureur                      | Coureur                      | Pays                         | Équipe                       | Temps                        |
| ---------------------------- | ---------------------------- | ---------------------------- | ---------------------------- | ---------------------------- |

| Classement par équipes | Classement par équipes | Classement par équipes | Classement par équipes |
| Équipe                 | Équipe                 | Pays                   | Temps                  |
| ---------------------- | ---------------------- | ---------------------- | ---------------------- |

| Classement par équipes | Classement par équipes | Classement par équipes | Classement par équipes |
| Équipe                 | Équipe                 | Pays                   | Temps                  |
| ---------------------- | ---------------------- | ---------------------- | ---------------------- |

## Évolution des classements
| Étape              |                    | Vainqueur _      | Classement général | Classement par points | Meilleur grimpeur  | Meilleur jeune  | Meilleure équipe _              |
| ------------------ | ------------------ | ---------------- | ------------------ | --------------------- | ------------------ | --------------- | ------------------------------- |
| 1re étape          | étape de plaine    | Sam Bennett      | Sam Bennett        | Sam Bennett           | Similien Hamon     | Henrik Pedersen | Decathlon AG2R La Mondiale Team |
| 2e étape           | étape de plaine    | Victor Guernalec | Sam Bennett        | Sam Bennett           | Similien Hamon     | Noah Hobbs      | Arkéa-B&B Hotels                |
| 3e étape           | étape vallonnée    | Sam Bennett      | Sam Bennett        | Sam Bennett           | Similien Hamon     | Matyáš Kopecký  | Cofidis                         |
| 4e étape           | étape de plaine    | Kévin Vauquelin  | Kévin Vauquelin    | Sam Bennett           | Andreas Leknessund | Matyáš Kopecký  | Cofidis                         |
| Classements finals | Classements finals |                  | Kévin Vauquelin    | non attribué          | non attribué       | non attribué    | non attribué                    |